# Hotin, raionul Sumî, regiunea Sumî
Hotin (în ucraineană Хотінь) este o așezare de tip urban din raionul Sumî, regiunea Sumî, Ucraina. În afara localității principale, mai cuprinde și satul Pîsarivka.

## Demografie
Componența lingvistică a așezării de tip urban Hotin
     Ucraineană (94,3%)
     Rusă (5,31%)
     Alte limbi (0,39%)
Conform recensământului din 2001, majoritatea populației așezării de tip urban Hotin era vorbitoare de ucraineană (94,3%), existând în minoritate și vorbitori de rusă (5,31%).